# NGC 4163
NGC 4163 est une galaxie irrégulière magellanique naine et rapprochée. La base de données NASA/IPAC indique que NGC 4163 est une galaxie naine bleue compacte (BCD). Elle est située dans la constellation des Chiens de chasse. NGC 4163 a été découverte par l'astronome germano-britannique William Herschel en 1785. Cette galaxie a aussi été observée par l'astronome britannique John Herschel le 11 mars 1831 et elle a été inscrite au catalogue NGC sous la désignation NGC 4167.

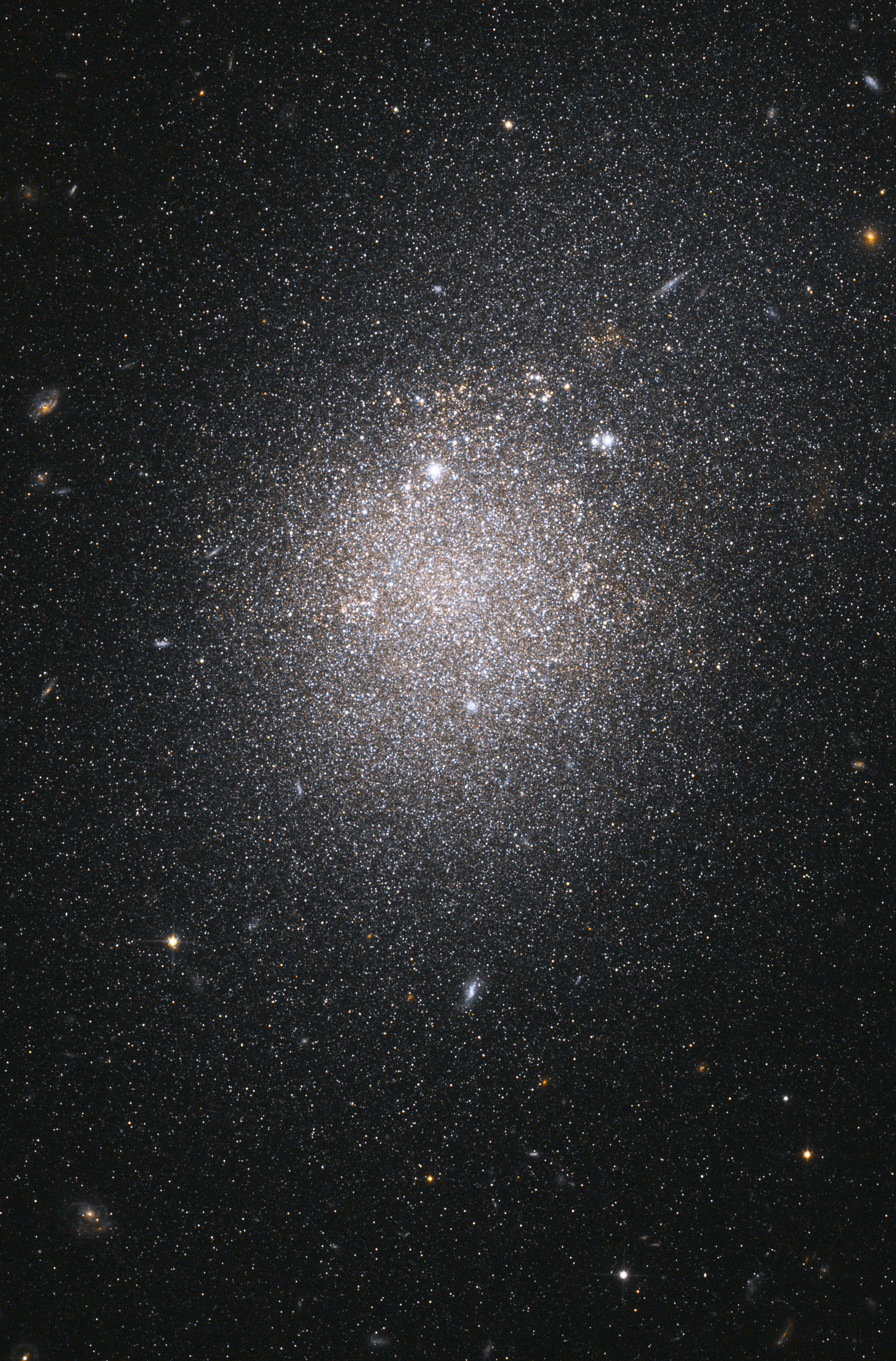
NGC 4163 par le télescope spatial Hubble.
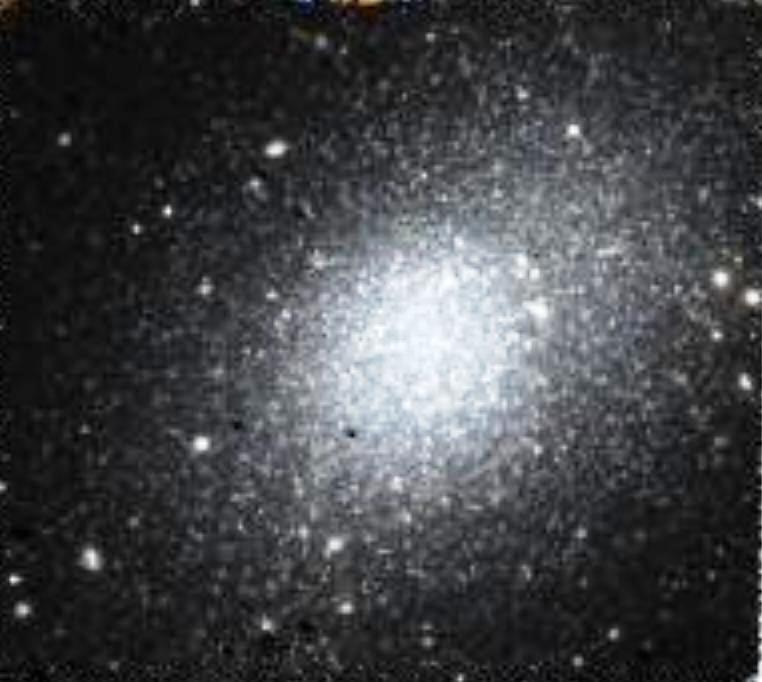
Image provenant d'Hubble destinée à la calibration de la branche asymptotique des géantes des rouges.

## Caractéristiques
La classe de luminosité de NGC 4163 est V-VI et elle présente une large raie HI.

### Distance
Sa vitesse par rapport au fond diffus cosmologique est de 424 ± 18 km/s, ce qui correspond à une distance de Hubble de 6,26 ± 0,52 Mpc (∼20,4 millions d'al).
À ce jour, 13 mesures non basées sur le décalage vers le rouge (redshift) donnent une distance de 2,925 ± 0,306 Mpc (∼9,54 millions d'al). Cette galaxie est trop rapprochée du Groupe local pour que l'on puisse déterminer sa distance à l'aide de la loi de Hubble-Lemaître. Cette distance est sans aucun doute plus près de la distance réelle de cette galaxie. C'est avec cette distance que la base de données NASA/IPAC a calculé le diamètre de cette galaxie.

### Brillance de surface
En raison d'une brillance de surface égale à 15,21 mag/am2, on peut qualifier NGC 4163 de galaxie à faible brillance de surface (LSB en anglais pour low surface brightness). Les galaxies LSB sont des galaxies diffuses (D) avec une brillance de surface inférieure de moins d'une magnitude à celle du ciel nocturne ambiant.

## Groupe de NGC 4631 et de NGC 4214
Selon A.M. Garcia, la galaxie NGC 4163 fait partie d'un groupe de galaxies qui compte au moins 14 membres, le groupe de NGC 4631. Les autres membres sont NGC 4150, NGC 4190, NGC 4214, NGC 4244, NGC 4308, NGC 4395, NGC 4631, NGC 4656, IC 779, MCG 6-28-0, UGC 7605, UGC 7698, UGCA 276.
Selon Abraham Mahtessian, quatre des galaxies de ce groupe (NGC 4163, NGC 4190, NGC 4214 et NGC 4244) font partite du groupe de NGC 4214, la galaxie la plus brillante. Mahtessian mentionne aussi appartenance de NGC 4395 au groupe de NGC 4631, mais il n'y figure que cinq galaxies. En plus de NGC 4935, de NGC 4631 et de NGC 4656, deux autres galaxies non présentent dans la liste de Garcia y figurent, soit NGC 4509 et NGC 4627.
On ne peut calculer la distance à partir de la loi de Hubble-Lemaître pour cette galaxie. D'ailleurs, comme plusieurs de ce groupe, elle est relativement rapprochée du Groupe local et on obtient souvent une distance de Hubble très différente des mesures indépendantes. Cette différence provient du mouvement propre de ces galaxies dans le groupe.